# 64 Pułk Szkolny Oficerskiej Szkoły Lotniczej im. J. Krasickiego
64 Pułk Szkolny Oficerskiej Szkoły Lotniczej im. J. Krasickiego (64 ps OSL-4) – istniejący w latach 1958–1963 oddział Wojsk Lotniczych Sił Zbrojnych PRL.

## Historia

### Formowanie, zmiany organizacyjne, tradycje
64 Lotniczy Pułk Szkolny został sformowany na podstawie rozkazu Nr 02/Org. dowódcy Wojsk Lotniczych i Obrony Przeciwlotniczej Obszaru Kraju z 29 stycznia 1958 r. Za datę powstania jednostki przyjęto dzień 5 lutego 1958 roku, kiedy to został wydany rozkaz organizacyjny numer Pf 1. Dowódca pułku powołał wówczas komisję mieszkaniową i socjalno-bytową, wyznaczył kierowników grup szkolenia politycznego oraz ustalił godziny pracy w sztabie jednostki.
Pułk został zorganizowany na lotnisku w Przasnyszu według etatu Nr 20/454 o stanie 177 żołnierzy i 1 pracownika kontraktowego. Zgodnie z etatem w składzie pułku były dwie szkolne eskadry lotniczo-techniczne. Pierwsza powstała na bazie 9 epp OSL nr 5. Druga eskadra powstała na bazie przebazowanej na początku 1958 r. z Grójca 8 epp OSL nr 5 pod dowództwem kapitana pilota Zbigniewa Różewicza.
W kwietniu 1958 r. w pułku rozpoczęło się praktyczne szkolenie podchorążych OSL-5 z Radomia. Pułk był zabezpieczony na lotnisku przez 35 Batalion Obsługi Lotniska (JW 2046). Organizacja batalionu: dowództwo, sztab, kompania ochrony lotniska, UL, straż pożarna. Pod względem materiałowo-technicznym pułk zabezpieczał w latach 1958 do 1961 70 Batalion Lotniczo-Techniczny Oficerskiej Szkoły Lotniczej im. F. Żwirki i S. Wigury (JW 3521). Powstał według etatu 20/458 z dnia 31.12.1957 roku, liczył 262 żołnierzy. Organizacja batalionu: dowództwo, sztab, kompania łączności, kompania wartownicza, kompania samochodowa, wydział zaopatrzenia technicznego, kwatermistrzostwo, sekcja finansowa, izba chorych. Na rzecz pułku prace remontowo-naprawcze sprzętu lotniczego wykonywał 54 Polowy Warsztat Lotniczy w Radomiu o stanie 53 żołnierzy, podległy pod OSL-5 z Radomia. W planach DWL i OPL OK w 64 lps na początku 1958 r. miały być eksploatowane nowe samoloty tłokowe TS-8 Bies. Ostatecznie do eksploatacji weszły w II kwartale 1959 r. Do bieżącej działalności szkoleniowej z podchorążymi i podnoszenia kwalifikacji w pilotażu indywidualnym, w lotach instruktorskich oraz w lotach na szkolenie taktyczno-bojowe były w pułku użytkowane samoloty Junak-3 oraz Jak-11. W początkowym okresie funkcjonowania nowego systemu szkolenia odczuwano brak sprzętu lotniczego. W szkole radomskiej brakowało 100 samolotów odrzutowych i 10 tłokowych, w szkole dęblińskiej brakowało 70 samolotów odrzutowych i 40 tłokowych. Do chwili rozpoczęcia szkolenia na TS-8 Bies w pułku użytkowano samoloty Jak-11 i Junak-3. W powstałym pułku były dwie eskadry szkolne lotniczo-techniczne z 6 kluczami. Podchorążowie w początkowym okresie byli szkoleni na samolotach Jak-11 i Junak-3. Dopiero od 1959 r. byli szkoleni na nowym samolocie szkolno-treningowym TS-8 Bies, który był przeznaczony do lotów szkolno-treningowych oraz dawał pilotowi możliwość wykonywania lotów pozorujących moment wprowadzenia i wyprowadzenia samolotu z korkociągu. Wprowadzenie tego samolotu do szkolenia w 1959 r. spowodowało zakończenie w pułku eksploatacji samolotu Jak-11, a potem Junak-3. Pułk szkolił podchorążych OSL-5 z Radomia oraz oficerów słuchaczy OSL-4 z Dęblina i OSL-5 z Radomia przeszkalających się na pilotów.
1 czerwca 1960 r. 64 Lotniczy Pułk Szkolny został włączony w skład Oficerskiej Szkoły Lotniczej im. Jana Krasickiego w Dęblinie. Inne źródło podaje datę włączenia 1 lipca 1960 roku i zmienił nazwę na 64 Pułk Szkolny z Przasnysza Oficerskiej Szkoły Lotniczej im. Jana Krasickiego w Dęblinie. Pułk po zmianie podporządkowania szkolił podchorążych OSL-4 z Dęblina oraz oficerów słuchaczy OSL-4 z Dęblina i OSL-5 z Radomia na samolocie szkolno-treningowym TS-8 Bies. Pułk także szkolił uczniów z LPW -2 jako kandydatów do OSL.
27 listopada 1960 r. pułk otrzymał sztandar, ufundowany przez społeczeństwo Powiatu Przasnysz, który w imieniu ministra Obrony Narodowej wręczył dowódcy jednostki gen. bryg. Władysław Szczepucha. Po rozformowaniu pułku w grudniu 1963 sztandar przekazano do Inspektoratu Lotnictwa, a 19 lipca 1966 do Muzeum Wojska Polskiego.
W 1961 r. zreorganizowano pułk. Nowy etat nr 20/506, przewidywał 568 żołnierzy i 1 pracownika cywilnego (według drugiego źródła nowy etat nr 20/506, przewidywał 563 żołnierzy i 17 pracowników cywilnych). 
Pułk w wyniku reorganizacji dysponował dwiema eskadrami szkolnymi w strukturze dywizjonu lotniczego, dwiema eskadrami technicznymi w strukturze dywizjonu technicznego, batalionem zaopatrzenia, dywizjonem dowodzenia lotami.

### Rozformowanie 64 pułku, 2 Ośrodek Rozpoznania Radioelektronicznego
24 listopada 1963 r. na uroczystej zbiórce jednostki przekazano sztandar i kronikę do OSL im. Jana Krasickiego w Dęblinie, 16 grudnia 1963 pułk został rozformowany.
Od 1964 r. w Przasnyszu w obiektach zajmowanych dotychczas przez pułk został zakwaterowany 2 Ośrodek Rozpoznania Radioelektronicznego. W wyniku decyzji Ministra Obrony Narodowej dnia 1 stycznia 2003 powstał 2 Ośrodek Radioelektroniczny na bazie 2 Pułku Radioelektronicznego, który funkcjonuje do dziś.

## Struktura, skład dowództwa, dowódcy pułku

### Struktura pułku 1958
Pułk składał się z komórek organizacyjnych:
- dowództwo
- sztab
- 70 Batalion Lotniczo-Techniczny Oficerskiej Szkoły Lotniczej im. F. Żwirki i S. Wigury (JW 3521) podległy operacyjnie JW 4844

- sekcja polityczna
- dwie eskadry szkolne lotniczo-techniczne
- dział techniczny obsługi samolotów
- polowy warsztat lotniczy

### Struktura pułku 1961
Pułk po reorganizacji składał się z komórek organizacyjnych:
- dowództwo
- sztab
- sekcja polityczna
- dwie eskadry szkolne
- batalion zaopatrzenia
- dywizjon techniczny
- dział techniczny obsługi samolotów
- polowy warsztat lotniczy
- dywizjon dowodzenia lotami

### Dowództwo pułku 1958
Pierwszy skład dowództwa:
- dowódca – mjr pil. Bolesław Andrychowski
- szef sztabu – kpt. Władysław Pacholak
- zastępca dowódcy ds. politycznych – por. Henryk Gałęzowski (od sierpnia 1958 r. mjr Władysław Wojtaszewski)
- zastępca dowódcy ds. szkolenia lotniczego – kpt. pil. Zbigniew Starosz (czpo)
- zastępca dowódcy ds. liniowych – kpt. Jan Dłuski
- dowódca 70 Batalionu Lotniczo-Technicznego Oficerskiej Szkoły Lotniczej im. F. Żwirki i S. Wigury (JW 3521) podległy operacyjnie JW 4844 – kpt. Tadeusz Gołębiowski[19]
- pomocnik dowódcy ds. eksploatacyjnych – kpt. inż. Leopold Żukowski
- pomocnik dowódcy/starszy nawigator pułku – kpt. pil. Zbigniew Starosz
- dowódca 1 Eskadry – kpt. pil. Leszek Jaworski
- zastępca dowódcy, szef sztabu 1 Eskadry – kpt. pil. Edward Siedlaczek
- nawigator eskadry – kpt. pil. Zofia Andrychowska[20]
- dowódca 2 Eskadry – mjr pil. Tadeusz Gawryjołek
- zastępca dowódcy, szef sztabu 2 Eskadry – kpt. pil. nawig. Stanisław Wypasek
- kierownik GICh – kpt. lek. med. Zygmunt Gwardys

### Dowództwo pułku 1963
Ostatni skład dowództwa:
- dowódca – mjr pil. Leszek Jaworski
- szef sztabu – mjr Władysław Pacholak

- zastępca dowódcy ds. politycznych – mjr mgr Józef Wojsław
- zastępca dowódcy ds. szkolenia lotniczego – mjr pil. Tadeusz Gawryjołek
- zastępca dowódcy ds. liniowych – mjr Jan Dłuski
- zastępca dowódcy ds. zaopatrzenia – mjr Władysław Dębicki
- zastępca dowódcy ds. technicznych – mjr inż. Leopold Żukowski (czpo)
- starszy nawigator pułku – kpt. pil. Zbigniew Starosz
- dowódca 1 Szkolnej Eskadry – kpt. pil. Edward Siedlaczek
- zastępca dowódcy, szef sztabu 1 Szkolnej Eskadry – kpt. pil. Eugeniusz Betlejemski
- nawigator eskadry – kpt. pil. Zofia Andrychowska[20]
- dowódca 2 Szkolnej Eskadry – kpt. pil. Zenon Kwiatkowski
- zastępca dowódcy, szef sztabu 2 Szkolnej Eskadry – kpt. pil. nawig. Stanisław Wypasek
- dowódca dywizjonu technicznego – mjr inż. Leopold Żukowski
- dowódca dywizjonu dowodzenia lotami – kpt. Józef Skowroński
- dowódca batalionu zaopatrzenia – mjr Adam Baca
- kierownik GICH – kpt. lek. med. Zygmunt Gwardys

### Dowódcy pułku
- mjr pil. Bolesław Andrychowski (1958)[14][22][18]
- mjr pil. Kazimierz Ciepiela (1958–1960)[23]
- ppłk pil. Bolesław Andrychowski (1960–1963)[24]
- mjr pil. Leszek Jaworski 1963[25][26][27].

## Uzbrojenie, samoloty, wypadki, lotnisko

### Samoloty
Samoloty:
- Jak-11 →?
- Junak-3 →?
- Jak-12M → 1
- Lisunow Li-2 → 1
- TS-8 Bies → 44 o następujących numerach[22]:
  - z I serii produkcyjnej: 1E-0101, 1E-0102 1E-0104
  - z II serii produkcyjnej: 1E-0202, 1E-0203, 1E-0205, 1E-0206, 1E-0207
  - z III serii produkcyjnej: 1E-0301, 1E-0303, 1E-0304, 1E-0305, 1E-0306, 1E-0315
  - z IV serii produkcyjnej: 1E-0413, 1E-0414, 1E-0415, 1E-0417, 1E-0418, 1E-0424, 1E-0430
  - z V serii produkcyjnej: 1E-0502, 1E-0503, 1E-0504, 1E-0505, 1E-0513, 1E-0516, 1E-0519, 1E-0520, 1E-0523, 1E-0524
  - z VI serii produkcyjnej: 1E-623
  - z VII serii produkcyjnej:?
  - z VIII serii produkcyjnej: 1E-0826, 1E-0827
  - z IX serii produkcyjnej: 1E-0902, 1E-0905, 1E-0913, 1E-0914, 1E-0918, 1E-0920, 1E-0923, 1E-0930, 1E-0936
  - z X serii produkcyjnej: 1E-1013.

### Lotnisko
Trawiaste położone 1 km na wschód od Przasnysza z pasem samolotowym na kierunku 115 / 295 o długości 800 m. Wysokość lotniska: 117 m AMSL. Powierzchnia ponad 300 ha. W okresie powojennym lotnisko było wykorzystywane przez jednostki lotnicze LWP. W latach od 1958 roku do 1963 stacjonował na lotnisku 64 Lotniczy Pułk Szkolny. W związku z rozformowaniem 64 lpsz w grudniu 1963 obiekty na lotnisku przejął 103 Pułk Lotniczy Nadwiślańskich Jednostek Wojskowych Ministerstwa Spraw Wewnętrznych (JW 1159) i stało się ono lotniskiem zapasowym.

### Wypadki
- W dniu 16 maja 1958 r. od uderzenia śmigła poniósł śmierć sierż. Jan M[30].
- W dniu 18 czerwca 1959 r. podchorąży Kazimierz Ch. na samolocie TS-8 Bies z powodu niesprawności steru wysokości wykonał dolot do lotniska i lądowanie przy pomocy trymera steru wysokości; awaryjne lądowanie zakończyło się pożarem i całkowitym spłonięciem samolotu, pilot podchorąży nie odniósł obrażeń[31].
- W dniu 24 września 1963 r. kandydat z L.P.W. Józef G. w czasie samodzielnego lotu przy lądowaniu rozbił częściowo samolot TS-8 Bies[32].

## Wydarzenia – uroczystości, awanse, zawody sportowe, szkolenie
W połowie kwietnia 1958 r. przybyła do 64 Lotniczego Pułku Szkolnego im. Żwirki i Wigury z Przasnysza będącym w strukturze Radom grupa 30 podchorążych radomskiej OSL, którzy po egzaminach w szkole rozpoczęli w pułku szkolenie lotnicze – przejściowe na samolocie tłokowym z nalotem indywidualnym 70 godzin według programu radomskiej szkoły. Do szkolenia w pilotażu przybyło także 27 oficerów słuchaczy z OSL z Radomia i Dęblina celem szkolenia na pilotów. Zgodnie z planem szkolenia podchorąży dziennie nie mógł latać więcej niż 3 godziny na samolocie tłokowym Jak-11, Jak-18, Junak-3. Zostali skierowani podchorążowie do 1 szkolnej eskadry lotniczej, a oficerowie słuchacze do 2 szkolnej eskadry lotniczej. W dniu 4 maja 1958 r. odbyły się pierwsze loty podchorążych na lotnisku w Sierakowie. Kierownikiem lotów był dowódca 64 Lotniczego Pułku Szkolnego mjr. pil. Bolesław Andrychowski
W sierpniu 1958 r. został rozformowany 63 ps-b. Pułk bazował w Nowym Glinniku, gdzie dowódcą był mjr pil. Kazimierz Ciepiela. Został służbowo skierowany do Przasnysza i objął obowiązki dowódcy 64 Lotniczego Pułku Szkolnego. Natomiast mjr pil. Bolesław Andrychowski został zastępcą dowódcy ds. szkolenia lotniczego.
Z dniem 28 sierpnia 1958 r. za zezwoleniem Zarządu Wojsk Lotniczych zorganizowano Wieczorowe Liceum Ogólnokształcące, które otrzymało nr 114 z klasą X i XI.
Z końcem września 1958 r. kadra instruktorska 64 Lotniczego Pułku Szkolnego otrzymała zadanie z OSL-5 Radomia przyjęcia egzaminów końcowych od grupy podchorążych, którzy ukończyli cykl szkolenia trwający od wiosny, kurs przeszkolenia na samolotach Junak-3 i Jak-11. Na zakończenie praktycznego szkolenia w 64 Lotniczym Pułku Szkolnym podchorążowie zdawali egzamin końcowy z techniki pilotowania według 70-godzinnego programu szkolenia. Egzamin został przeprowadzony 29 i 30 września 1958 r. Na 30 zdało 21 podchorążych w tym 11 z oceną bardzo dobrą. 30 września 1958 roku wizytował w Przasnyszu 64 Lotniczy Pułk Szkolny w związku z egzaminami podchorążych Komendant OSL-5 im. Żwirki i Wigury z Radomia płk pil. Juliusz Szwarc.
12 października 1958 r. odbyła się uroczystość wojskowa z okazji Święta WP. Dowódca pułku wręczył wyróżnienia dla kadry pułku. Zostali wyróżnieni odznaczeniem Brązowym Medalem „Siły Zbrojne w Służbie Ojczyzny”: por. pil. Stanisław Boczar, por. pil. Henryk Pięta, por. pil. Tadeusz Wiącek, por. pil. Kazimierz Wnuk; Srebrnym Medalem „Siły Zbrojne w Służbie Ojczyzny”: kpt. inż. Stanisław Władysław Fechner. Na stopień kapitan pilota była mianowana por. pil. Zofia Andrychowska
W dniu 28 października 1958 r. na podstawie rozkazu MON zostało przedterminowo zwolnionych do rezerwy 39 żołnierzy.
W listopadzie 1958 r. kadra instruktorska odbyła szkolenie kondycyjne w Wojskowym Ośrodku Szkoleniowo Kondycyjnym w „Groniku” koło Zakopanego.
Pod koniec listopada rozpoczęto w OSL-5 w Radomiu, w tym w pułku w Przasnyszu, wprowadzanie zmian w umundurowaniu. W celu zaznaczenia polskich tradycji lotniczych w Wojskach Lotniczych i Obrony Przeciwlotniczej Obszaru Kraju wprowadzano mundury szyte ze stalowoszarej gabardyny. Nawiązywano tym mundurowaniem, barwą i krojem do wzoru z 1936 roku. Mundur był bez czarnych lampasów na mankietach kurtki i przy szwach bocznych u spodni oraz także bez czarnej wypustki przy denku czapki. Natomiast na prawym ramieniu były srebrzyste akselbanty oficerskie z pojedynczym warkoczem, zaś na lewym boku, przypięty pod kurtką, kordzik wzoru 1958. Przemundurowanie w pułku trwało od listopada 1958 do końca 1959 roku.
23 sierpnia 1959 roku odbyła się uroczystość wojskowa z okazji Święta Lotnictwa. Zbiórka uroczysta kadry pułku odbyła się na placu apelowym jednostki. Zaproszono miejscowe władze, szkolną młodzież, ORW. Okolicznościowe przemówienie wygłosił mjr pil. Kazimierz Ciepiela.
We wrześniu 1959 roku OSL-5 w Radomiu odwiedziła delegacja Armii Radzieckiej. Na czele tej delegacji stał Dowódca Lotnictwa Strategicznego ZSRR generał Iwan Turkiel. Goście zapoznali się z bazą dydaktyczną, osiągnięciami uczelni. Na koniec odbyło się spotkanie z kadrą OSL-5. W tym spotkaniu brał udział dowódca mjr pil. Kazimierz Ciepiela oraz jego zastępca mjr pil. Bolesław Andrychowski.
W dniu 11 października 1959 roku na zakończenie praktycznego szkolenia podchorążowie III roku zdawali egzamin końcowy z techniki pilotowania. Wykonali przelot po trasie Przasnysz – Radom, by nad lotniskiem OSL w Radomiu wykonać defiladę powietrzną na TS-8 Bies. Defilada powietrzna odbyła się 11 października 1959 r. W tym dniu odbyła się w OSL-5 w Radomiu wizyta Dowódcy Wojsk Lotniczych – gen. dyw. pil. Jan Freya-Bieleckiego oraz Dowódcy Lotnictwa Operacyjnego gen. bryg. pil. Jan Raczkowskiego w związku z przeglądem i oceną stanu wyszkolenia oficerów-słuchaczy oraz podchorążych radomskiej szkoły przeszkolonych w pułkach OSL-5 z Radomia. Z tej okazji odbyła się przed dowódcą WL defilada powietrzna nad radomskim lotniskiem. W defiladzie wzięło również udział 26 pilotów, którzy zaprezentowali pilotaż indywidualny i grupowy w układzie „romb” na samolotach odrzutowych typu Lim-1. Na koniec defilady lotniczej ppor. pil. inst. Andrzej Werenicz zademonstrował pilotaż indywidualny. W spotkaniu tym uczestniczył dowódca 64 Lotniczego Pułku Szkolnego im. Żwirki i Wigury z Przasnysza będący w strukturze OSL-5 w Radomiu mjr pil. Kazimierz Ciepiela oraz jego zastępca mjr pil. Bolesław Andrychowski.
W końcu grudnia 1959 roku podczas rocznej odprawy dowódca pułku mjr pil. Kazimierz Ciepiela wraz z podległym sztabem podsumował wyniki szkoleniowe podchorążych, słuchaczy oficerów, pilotów oraz w zakresie indywidualnego wyszkolenia instruktorów.
17 stycznia 1960 roku odbyła się na obiekcie 64 Lotniczego Pułku Szkolnego w Przasnyszu uroczystość z okazji wyzwolenia Warszawy.
Na początku 1960 roku oddano dla kadry budynek mieszkalny o numerze 41, a później budynek nr 42. Wiele zasług w tej materii miał dowódca pułku, a zarazem Garnizonu Przasnysz mjr pil. Kazimierz Ciepiela, jego zastępcy: mjr pil. Bolesław Andrychowski, mjr Mieczysław Wojsław z oficerami sekcji politycznej oraz kpt. Jan Dłuski, mjr Władysław Pacholak, mjr Adam Baca, kpt. Władysław Dygant.
W kwietniu 1960 rokuodbył się występ artystów Moskiewskiego Teatru Estrady w MDK, w którym uczestniczyli miejscowi mieszkańcy oraz kadra pułku wraz z rodzinami.
W maju 1960 roku ówczesny Minister Obrony Narodowej gen. broni Marian Spychalski wizytował radomską uczelnię. Ministrowi towarzyszyli Szef Sztabu Generalnego gen. broni Jerzy Bordziłowski, Dowódca Wojsk Lotniczych – gen. dyw. pil. Jan Frey-Bielecki oraz Dowódca Lotnictwa Operacyjnego gen. bryg. pil. Jan Raczkowski. Minister zwiedził wraz z towarzyszącymi mu oficerami, w tym z komendantem OSL-5 Radom płk pil. Zdzisławem Żarskim, budynek Wydziału Szkolenia, obiekty lotniskowe szkoły oraz szpital wojskowy. Podczas spotkania minister potwierdził wysoki poziom szkoleniowy radomskiej uczelni. W spotkaniu tym wziął udział dowódca 64 Lotniczego Pułku Szkolnego im. Żwirki i Wigury z Przasnysza mjr pil. Kazimierz Ciepiela.
1 lipca 1960 roku w związku ze zmianą podległości na 64 Pułk Szkolny Oficerskiej Szkoły Lotniczej im. J. Krasickiego odbyła się uroczystość na stadionie miejskim w Przasnyszu. Uroczystość odbyła się zgodnie z wojskowym ceremoniałem. Uroczystość zaszczycili władze miasta, zaproszeni goście oraz mieszkańcy miasta. Byli obecni komendanci OSL, z Radomia ppłk pil. Zdzisław Żarski oraz OSL z Dęblina ppłk pil. Eugeniusz Pniewski wraz z szefem sztabu ppłk pil. Leonardem Zabrodzkim. Dowódcą 64 Pułku Szkolnego Oficerskiej Szkoły Lotniczej im. J. Krasickiego z Dęblina został dotychczasowy dowódca mjr pil. Kazimierz Ciepiela.
22 lipca 1960 roku odbyła się uroczystość z okazji Święta Odrodzenia Polski. Uroczystą zbiórkę 64 Lotniczego Pułku Szkolnego zaplanowano na placu apelowym przed budynkiem nr 7 na terenie jednostki. Zaproszono miejscowe władze, młodzież szkolną, ORW. W tym dniu nastąpiło także zdanie obowiązków dowódcy przez mjr pil. Kazimierza Ciepieli i przyjęcia obowiązków dowódcy 64 Pułku Szkolnego Oficerskiej Szkoły Lotniczej im. J. Krasickiego w Przasnyszu przez mjr pil. Henryka Bolesława Andrychowskiego. Uroczystość odbyła się zgodnie z wojskowym ceremoniałem. Meldunek dla komendanta OSL Nr 4 z Dęblina ppłk pil. Eugeniusza Pniewskiego złożyli zdający i obejmujący dowódcy 64 Pułku Szkolnego Oficerskiej Szkoły Lotniczej im. J. Krasickiego z Przasnysza.
12 października 1960 roku odbyła się uroczystość wojskowa z okazji Święta Wojska Polskiego. Zbiórka pułku odbyła się na placu apelowym jednostki. Zaproszono miejscowe władze, szkolną młodzież, ORW. Na uroczystości byli: Przewodniczący WRN, Kurator Oświaty, Przewodniczący Powiatowej Rady Narodowej, Przewodniczący Miejskiej Rady Narodowej. Okolicznościowe przemówienie wygłosił mjr pil. Bolesław Andrychowski. Głos następnie zabrał przedstawiciel miasta Przasnysza Przewodniczący Miejskiej Rady Narodowej Mierzwiński. Dowódca pułku wręczył wyróżnienia dla kadry, awanse, dyplomy, nagrody. Mianowany do stopnia majora: szef sztabu pułku kpt. Władysław Pacholak; do stopnia kapitana pilota: por. pil. Stanisław Boczar; do stopnia kapitana: por. Zygmunt Przybylski, por. Kazimierz Kijas; do stopnia porucznika pilota: ppor. pil. Zenon Lepka, ppor. pil. Jerzy Michalak, ppor. pil. Zbigniew Such, ppor. pil. Kazimierz Sztorc. Do stopnia porucznika: ppor. Zdzisław Drozdowski; do stopnia starszego sierżanta: sierż. Stanisław Boczkowski, sierż. Edmund Krajnik, sierż. Józef Szczypiorski; do stopnia sierżanta: plut. Marian Jaśkiewicz, plut. Władysław Mróz, plut. Eugeniusz Nowakowski, plut. Zbigniew Szelkowski.
W lutym 1961 roku kadra instruktorka odbyła szkolenie w Wojskowym Ośrodku Szkoleniowo-Kondycyjnym w Groniku koło Zakopanego.
22 lipca 1961 roku odbyła się uroczystość z okazji Święta Odrodzenia Polski. Uroczystą zbiórkę zaplanowano na placu apelowym przed budynkiem nr 7 na terenie jednostki. Zaproszono miejscowe władze, młodzież szkolną, ORW. Okolicznościowe przemówienie wygłosił ppłk pil. Henryk Bolesław Andrychowski. Głos zabrał przedstawiciel miasta Przasnysz. Z okazji Święta Odrodzenia Polski były awanse, wyróżnienia dla kadry oraz pracowników cywilnych zatrudnionych w garnizonie.
23 sierpnia 1961 roku odbyła się uroczystość z okazji Święta Lotnictwa.
W sierpniu i we wrześniu 1961 roku kadra instruktorska odbyła letnie szkolenie kondycyjne w Wojskowym Ośrodku Szkoleniowo-Kondycyjnym w Mrągowie.
12 października 1961 roku odbyła się uroczystość wojskowa z okazji święta Ludowego Wojska Polskiego. Zbiórka pułku odbyła się na placu apelowym jednostki. Zaproszono miejscowe władze, szkolną młodzież, ORW. Na uroczystości byli obecni: Przewodniczący WRN, Przewodniczący Powiatowej Rady Narodowej, Przewodniczący Miejskiej Rady Narodowej. Okolicznościowe przemówienie wygłosił ppłk pil. Bolesław Andrychowski. Głos następnie zabrał przedstawiciel miasta Przasnysza Przewodniczący Miejskiej Rady Narodowej Mierzwiński. Dowódca pułku wręczył wyróżnienia dla kadry, awanse, dyplomy, nagrody. Między innymi zostali mianowani do stopnia majora: dowódca dywizjonu technicznego kpt. inż. Leopold Żukowski; do stopnia kapitana pilota: por. pil. Kazimierz Bober, por. pil. Józef Celary, por. pil. Zdzisław Żwirek; do stopnia porucznika pilota: ppor. pil. Eugeniusz Betlejemski, ppor. pil. Jerzy Nowak; do stopnia porucznika: ppor. Jan Sójkowski. Na koniec uroczystości odbyła się defilada, a po niej w GKO występ artystyczny.
W dniu 8 lutego 1962 roku powołano Oficerski Sąd Honorowy. Przewodniczącym został kpt. pil. Edward Siedlaczek, zastępcą kpt. Mieczysław Daniel. Członkami wybrano: kpt. lek. med. Zygmunta Gwardysa, kpt. pil. Jana Białowąsa, kpt. pil. Stanisława Wypasek, kpt. Zygmunta Pietrzykowskiego i ppor. Stanisława Walachowskiego.
W dniach 15–16 lutego 1962 roku została w pułku przeprowadzona praca terenowa przez sztab OSL-4 z Dęblina.
W marcu 1962 roku kadra instruktorka 2 Szkolnej Eskadry odbyła szkolenie kondycyjne w Wojskowym Ośrodku Szkoleniowo-Kondycyjnym w Groniku koło Zakopanego.
22 lipca 1962 roku w Przasnyszu na placu 1 Maja (dziś Rynek), odbyła się doniosła uroczystość z okazji odsłonięcia pomnika upamiętniającego 535. rocznicę nadania praw miejskich Przasnyszowi. Umieszczone na nim płaskorzeźby przedstawiają ważniejsze wydarzenia z historii miasta. Przasnyski rynek zachował do dziś swoje średniowieczne założenie. Wokół niego rozlokowały się mieszczańskie kamienice, w większości z przełomu XIX i XX wieku. Pośrodku rozpostarł się klasycystyczny ratusz z końca XVIII wieku, w którym mieści się obecnie Muzeum Historyczne Przasnysza. W uroczystości brały udział pododdziały 64 Lotniczego Pułku Szkolnego z d-cą ppłk pil. Bolesławem Andrychowskim. Z prawej strony placu 1 Maja, w kierunku ul. Joselewicza stał poczet sztandarowy i pododdziały pułku. Bliżej pomnika ustawiono trybunę, gdzie zajęły miejsca miejscowe władze i zaproszeni. Nadano tytuł Drużyny Służby Socjalistycznej z dywizjonu technicznego. Tytułem tym zostali wyróżnieni: kpr. Edward Hanusz, kpr. Waldemar Dąbrowski, kpr. Włodzimierz Bencławski, kpr. Czesław Stawski, szer. Andrzej Skawiński. Z okazji 22 lipca były także inne wyróżnienia. Złotą odznaką K.M.W. otrzymali: kpt. Jan Dłuski, kpt. Kazimierz Maciejewski, kpt. Zygmunt Przybylski, st. szer. Władysław Kobylański, kpr. Jan Lorenc.
Z dniem 7 sierpnia 1962 roku na podstawie por. Jerzy Nowak objął stanowisko zastępcy dowódcy DDL ds. politycznych.
23 sierpnia 1962 roku odbyła się uroczystość z okazji Święta Lotnictwa. Zorganizowano akademię w Powiatowym Domu Kultury, gdzie wystąpili soliści Centralnego Zespołu Artystycznego Wojska Polskiego.
29 i 30 sierpnia 1962 roku kadra instruktorska 64 Lotniczego Pułku Szkolnego otrzymała zadanie z OSL w Dęblinie przyjęcia egzaminu od podchorążych I roku grup 303 i 304 szkolących się w 64 Pułku Szkolnym według 15-godzinnego programu. Finałem szkolenia był egzamin z techniki pilotowania na TS-8 Bies przed komisją egzaminacyjną. W skład komisji wchodzili wykładowcy OSL z Dęblina oraz kadra dowódcza i instruktorska 64 Lotniczego Pułku Szkolnego im. Jana Krasickiego. Cała grupa pomyślnie zdała egzamin praktyczny.
1 września 1962 roku dowódca pułku uczestniczył w inauguracji roku szkolnego w Szkole Podstawowej nr 1 im. Władysława Broniewskiego. W 1961 roku pułk nawiązał współpracę ze szkołą podstawową. W budynku sztabu pułku w związku z trudnościami lokalowymi były prowadzone lekcje przez niektóre klasy szkolne. Dowódca pułku oraz wiele innej kadry byli aktywnymi i oddanymi społecznikami. 1 września uroczystość rozpoczęcia roku szkolnego zbiegła się z przeniesieniem szkoły do nowego budynku przy ulicy Żwirki i Wigury 6. Na uroczystości byli obecni zaproszeni goście: Przewodniczący WRN, Kurator Oświaty, Przewodniczący Powiatowej Rady Narodowej, Przewodniczący Miejskiej Rady Narodowej, kierownik nowej szkoły Józef Murawski, zastępca Stanisław Nałęcz, nadzór pedagogiczny powiatu i miasta, przedstawiciele Komitetu Rodzicielskiego i Opiekuńczego. Aktu inauguracji dokonał, przecinając wstęgę, Przewodniczący WRN Mierzwiński. Rok szkolny rozpoczęto z częściowym zreformowanym programem w klasach I–IV w ramach planowanej szkoły 8-letniej. W roku szkolnym 1962/63 patronat nad Komitetem Opiekuńczym przejął 64 Lotniczy Pułk Szkolny. Pułk organizował prelekcje w szkole, co było znakomitą reklamą dla lotnictwa. Inną formą działalności społecznej było nawiązanie przez dowództwo jednostki współpracy z kadrą nauczycielską. Inauguracja tej działalności nastąpiła w dniu nauczyciela, kiedy to dowództwo zaprosiło liczną grupę nauczycieli do GKO oraz na lotnisko, prezentując im osiągnięcia jednostki, a także codzienny tok jej działania. W licznych dyskusjach nawiązano do podobieństw pracy instruktorów-pilotów i pracy nauczycieli.
12 października 1962 roku odbyła się uroczystość wojskowa z okazji Święta Wojska Polskiego. Dowódca pułku wręczył wyróżnienia dla kadry, awanse, dyplomy, nagrody rzeczowe. Zostali mianowani na podstawie rozkazu MON do stopnia majora pilota kpt. pil. Leszek Jaworski; do stopnia majora kpt. Jan Dłuski, kpt. mgr Józef Wojsław; do stopnia kapitana pilota por. pil. Stanisław Róg, por. pil. Henryk Pięta, por. pil. Tadeusz Wiącek, por. pil. Hieronim Wolsztyniak; do stopnia kapitana por. Stanisław Kaszuba, por. Piotr Boral, por. Adam Harapkiewicz, por. Mieczysław Wegienek, por. Bogdan Zaraziński, por. Jan Lauperski; do stopnia porucznika pilota: ppor. pil. Ryszard Kisiel, ppor. pil. Mieczysław Harasim, ppor. pil. Mieczysław Pietras. Zostali mianowani do stopnia sierżanta plut. Bogdan Krasnowski, do stopnia plutonowego kpr. zaw. Mieczysław Banaszek, kpr. zaw. Stanisław Grabiec, kpr. zaw. Bronisław Krawczykowski, kpr. zaw. Kazimierz Paruch, kpr. zaw. Romuald Sobiesiak, kpr. zaw. Wojciech Tomczak.
W październiku i listopadzie 1962 roku personel latający 64 Pułku Szkolnego przeszedł szkolenie szybowcowe w Wyczynowej Szkole Szybowcowej w Lisich Kątach. Piloci uzyskali tytuł pilota szybowcowego w zakresie III klasy. Wręczenie dyplomów ukończenia szkoły dla grupy pilotów nastąpiło 30 listopada 1962 roku.
W jesiennej sesji egzaminacyjnej przeprowadzonej od 2–17 listopada 1962 roku przez OSL-4 pułk otrzymał średnią ocenę 4,27. Najlepszymi wynikami wykazała się grupa pilotów 1 i 2 Szkolnej Eskadry. Do najlepiej opanowanych przedmiotów należały nawigacja i radionawigacja oraz przedmioty ogólnowojskowe. Wyróżnili się: kpt. pil. Adam Szymanik, kpt. Marian Kowalczyk, kpt. pil. Hieronim Wolsztyniak.
W grudniu 1962 roku podczas rocznej odprawy podsumowano wyniki szkoleniowe w pułku.
W drugiej dekadzie marca 1963 roku odbyły się zawody w podnoszeniu ciężarów w OSL Dęblinie. Reprezentacja szkolnego pułku z Przasnysza zajęła I miejsce w następującym składzie: por. Zdzisław Drozdowski, ppor. pil. Ryszard Kisiel, kpr. nadt. Jerzy Bojarski, kpr. Jan Ziółkowski, st. szer. Robert Woszuk, st. szer. Henryk Szatny, st. szer. Romuald Radajewski.
30 kwietnia 1963 roku w Przasnyszu na obiekcie pułku odbyła się uroczystość pożegnania na podstawie ppłk pil. Bolesława Henryka Andrychowskiego i zarazem przyjęcia obowiązków dowódcy 64 Lotniczego Pułku Szkolnego im. J. Krasickiego przez mjr pil. Leszka Jaworskiego. Sztandar przed frontem pułku dla nowego dowódcy przekazał komendant OSL-4 z Dęblina płk pil. Józef Kowalski. Uroczystość zaszczycili oficerowie z OSL-4 z Dęblina, władze miasta, młodzież szkolna, zaproszeni goście oraz mieszkańcy Przasnysza. Ppłk pil. Bolesław Andrychowski został przez Inspektora Lotnictwa nagrodzony białą bronią boczną. 23 maja 1963 roku ppłk pil. Bolesław Andrychowski został mianowany na dowódcę nowo formowanego 56 Pułku Śmigłowców w Inowrocławiu.
25 maja 1963 roku z okazji 20-lecia WP w Powiatowym Domu Kultury w Przasnyszu wystąpił artystyczny Zespół Estradowy Wojsk Lotniczych. Na występie obecna była kadra jednostki, rodziny, pracownicy cywilni, żołnierze służby zasadniczej oraz społeczeństwo miasta Przasnysz.
29 lipca 1963 roku mjr mgr Józef Wojsław ukończył kurs pilotażu na samolotach TS-8 Bies i otrzymał tytuł pilota.
12 października 1963 odbyła się uroczystość wojskowa z okazji święta Ludowego Wojska Polskiego. Była to jedna z ostatnich uroczystości w pułku. Uroczysta zbiórka odbyła się na placu apelowym jednostki. Zaproszono miejscowe władze, szkolną młodzież, ORW. Okolicznościowe przemówienie wygłosił dowódca pułku mjr pil. Leszek Jaworski. Głos następnie zabrał przedstawiciel miasta Przasnysza. Dowódca pułku wręczył wyróżnienia dla kadry, awanse, dyplomy, nagrody. Zostali mianowani do stopnia podpułkownika mjr Władysław Dębicki, do stopnia majora pilota kpt. pil. Edward Siedlaczek, kpt. pil. Stanisław Wypasek, do stopnia majora kpt. Mieczysław Daniel, kpt. Stefan Skowroński, kpt. Alfred Półkoszek, do stopnia kapitana pilota por. pil. Wiesław Adrian, por. pil. Ryszard Listowski, por. pil. Tadeusz Olęder, por. Józef Wietecha, do stopnia kapitana por. Tadeusz Lisowski, por. Jerzy Wasilewski, por. Józef Fedorczuk, por. Eugeniusz Patyrowski, do stopnia porucznika pilota ppor. pil. Jan Kostkowski, ppor. pil. Mieczysław Bieniaszewski, ppor. pil. Zbigniew Korczyński, do stopnia porucznika ppor. Zbigniew Płudowski, ppor. Eugeniusz Sobczak.
24 listopada 1963 roku odbyła się uroczysta zbiórka stanu osobowego JW 4844, przekazano sztandar i Kronikę do OSL im. Jana Krasickiego w Dęblinie.
Po rozformowaniu 64 Lotniczego Pułku Szkolnego, od 1964 roku w Przasnyszu stacjonowała JW 4420 (2 Ośrodek Rozpoznania Radioelektronicznego). W wyniku decyzji Ministra Obrony Narodowej dnia 1 stycznia 2003 powstał 2 Ośrodek Radioelektroniczny na bazie 2 Pułku Radioelektronicznego, który funkcjonuje do dziś.